# Mathias Schamp
Mathias Schamp (* 18. Juni 1988 in Zottegem) ist ein belgischer Fußballspieler. Der Stürmer steht bis 2015 bei KSV Oudenaarde in der zweiten Division unter Vertrag. In der Saison 2012/13 trat er für Heracles Almelo in der niederländischen Eredivisie an.

## Nachweise und Anmerkungen
1. ↑  Matthias Schamp keert terug naar KSVO ! (Memento des Originals vom 29. November 2015 im Internet Archive)  Info: Der Archivlink wurde automatisch eingesetzt und noch nicht geprüft. Bitte prüfe Original- und Archivlink gemäß Anleitung und entferne dann diesen Hinweis., Vereinshomepage des KSV Oudenaarde vom 2. September 2013
2. ↑  Contract Mathias Schamp per direct ontbonden, Vereinshomepage von Heracles Almelo vom 2. September 2013

| Personendaten    | Personendaten             |
| ---------------- | ------------------------- |
| NAME             | Schamp, Mathias           |
| KURZBESCHREIBUNG | belgischer Fußballspieler |
| GEBURTSDATUM     | 18. Juni 1988             |
| GEBURTSORT       | Zottegem, Belgien         |